# Архиепархия Лубумбаши
Архиепархия Лубумбаши (лат. Archidioecesis Lubumbashiensis) — архиепархия Римско-Католической церкви с центром в городе Лубумбаши, столице Демократической Республике Конго. В митрополию Лубумбаши входят епархии Калемие-Кирунгу, Камины, Килвы-Касенги, Колвези, Конголо,Маноно и Сакании-Кипуши. Кафедральным собором архиепархии Лубумбаши является Кафедральный собор святого Петра и Павла.

## История
5 августа 1910 года Святой Престол учредил апостольский префектура Лубумбаши, выделив её из апостольский викариат Леопольдвиля (ныне — архиепархия Киншасы).
22 марта 1932 года апостольская префектура Лубумбаши была преобразована в апостольский викариат.
10 ноября 1959 года апостольский викариат Лубумбаши был преобразован в aрхиепархию буллой Cum parvulum Римского Папы Иоанн XXIII.

## Ординарии
- епископ Jean-Félix de Hemptinne (1932—1958);
- епископ José Floriberto Cornelis (1958—1967);
- епископ Eugène Kabanga Songasonga (1967—1998);
- епископ Floribert Songasonga Mwitwa (1998—2010);
- епископ Jean-Pierre Tafunga Mbayo (2010 —).

## Источник
- Annuario Pontificio, Ватикан, 2007.